# Qingyuan (Ji’an)

Lage von Qingyuan (rot) im Verwaltungsgebiet von Ji’an (gelb) in Jiangxi

Der Stadtbezirk Qingyuan (chinesisch 青原区, Pinyin Qīngyuán Qū) ist ein Stadtbezirk, der zum Verwaltungsgebiet der bezirksfreien Stadt Ji’an in der chinesischen Provinz Jiangxi gehört. Er hat eine Fläche von 916 km² und zählt 200.176 Einwohner (Stand: Zensus 2010).

## Administrative Gliederung
Auf Gemeindeebene setzt sich der Stadtbezirk aus einem Straßenviertel, fünf Großgemeinden und zwei Gemeinden (davon eine der She) zusammen. 